# 大久保泰甫
大久保 泰甫（おおくぼ やすお、1937年8月28日-　）は、日本の法制史家。名古屋大学名誉教授。
主な研究テーマは、明治政府のフランス人法律顧問ギュスターヴ・ボワソナード(ボアソナード)(1825年-1910年）の人物・業績を中心として、「19・20世紀フランスにおける法制史、および法学・法学部の歴史」ならびに「日本近代法史、とくに、近代日本における法典編纂」等。

## 略歴
福井県福井市出身。1960年（昭和35年）、東京大学法学部第2類を卒業。
1961年（昭和36年）より東京大学法学部助手（いわゆる「学士助手」。指導教授は西洋法制史の久保正幡、またフランス法の野田良之の教えを受ける）。1964年（昭和39年）より名古屋大学法学部助教授を経て、1975年（昭和50年）より2001年（平成13年）まで名古屋大学教授を務めた。なおその間、1988年（昭和63年）より約3年間、フランス国パリ大学国際都市日本館長として派遣され、また、1992年（平成4年）より2年間、名古屋大学法学部長・大学院法学研究科長を務めている。
名古屋大学退官後は南山大学外国語学部の教授となった。名古屋大学名誉教授。

## 所属
- 法制史学会
- 日仏法学会

## 著書

### 単著
- 『ボワソナアド-日本近代法の父』岩波新書、1977年（補訂版1998年）。ISBN 978-4004200338
- 『ボワソナードと国際法　台湾出兵事件の透視図』岩波書店、2016年。ISBN 978-4-00-024794-8

### 共著
- 高橋良彰共著『ボワソナード民法典の編纂』雄松堂出版、1999年 ISBN 4-8419-0255-4
- 「コード・シヴィルの未来をめぐって―フランス・日本・ヨーロッパー」(『コード・シヴィルの200年』創文社、2007年）ISBN 978-4-423-73109-3
- 翻訳・ジャン・カルボニエ「社会学的現象として見たナポレオン法典」（『法と刑罰の歴史的考察』名古屋大学出版会、1987年)
- 翻訳・クリストフ・ジャマン「ボワソナードとその時代」(『日本民法典と西欧法伝統』九州大学出版会、2000年)